# San Tommaso d'Aquino (Chesterton)
(Gilbert Keith Chesterton, San Tommaso d'Aquino, Riflessioni sui manichei.)
San Tommaso d'Aquino (St. Thomas Aquinas: The Dumb Ox) è un saggio di Gilbert Keith Chesterton, pubblicato per la prima volta nel 1933. In esso Chesterton traccia un profilo di san Tommaso e della sua filosofia, considerandone l'impatto sulla società del tempo e mettendola a confronto con il pensiero moderno.
Étienne Gilson, uno dei più illustri studiosi del tomismo, così commentò questo libro: «Lo considero senza possibilità di paragone il miglior libro mai scritto su San Tommaso. Nulla di meno del genio può rendere ragione di un tale risultato.».
Monsignor Luigi Negri ne scrisse: «[...] io debbo a questo libro [...] una conoscenza che considero definitiva della grande esperienza del cristianesimo nel cuore e nella vita degli uomini d'Occidente e quindi nella creazione della grande civiltà medievale. Pochi libri come questo spiegano quale sia la forza del cristianesimo dal punto di vista del suo impatto sulla vita dell'uomo e sulla storia dell'umanità.».

## Indice

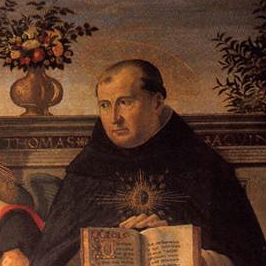
Dettaglio della Sacra conversazione di Monticelli del Ghirlandaio; Chesterton fa un ampio riferimento a questo ritratto per descrivere il carattere dell'Aquinate.

## Edizioni
- G. K. Chesterton, San Tommaso d'Aquino, traduzione di Giovanna Caputo, Torino, Lindau, 2008, ISBN 978-88-7180-768-3.